# Medzilaborce (stacja kolejowa)
Medzilaborce (rus Меджілабірці) – stacja kolejowa w Medzilaborcach, w kraju preszowskim na Słowacji.

## Historia
Stacja stanowiła istotny punkt na oddanej do pełnego użytku w 1874 r. Pierwszej Węgiersko-Galicyjskiej Kolei Żelaznej, łączącej Budapeszt przez Przełęcz Łupkowską z Twierdzą Przemyśl i Lwowem. Pod węgierską nazwą Mezőlaborc pełniła w pewnym sensie rolę stacji granicznej między Galicją a Węgrami. Jadący dalej na Węgry muszą się tu przesiadać na węgierski pociąg - notował Mieczysław Orłowicz w swym przygotowywanym tuż przez I wojną światową „Ilustrowanym przewodniku po Galicyi (...)”, dodając: jedynie jeden pociąg ma bezpośredni wóz I. i II. kl. Przemyśl-Budapeszt.
W czasie I wojny światowej zarówno sam dworzec jak i cała strategiczna linia kolejowa znacznie ucierpiały w czasie walk w pierwszych miesiącach 1915 r. Czeski pisarz Jaroslav Hašek, który sam jako żołnierz austrowęgierskiego 91. Pułku Piechoty jechał tędy w czerwcu 1915 r. na front galicyjski, zapisał to później w „Przygodach dobrego wojaka Szwejka”: Cała dolina Medzilaborca była rozorana i skopana (...). Koło Medzilaborca był przystanek za rozbitym i spalonym dworcem, z którego zgliszcz sterczały poskręcane żelazne trawersy.
W ramach oznaczania stacji w miejscowościach, zamieszkanych przez określone procentowo mniejszości narodowe, nazwami w ich językach narodowych, Medzilaborce jako jedyne uzyskały równorzędną nazwę w języku rusińskim – pisane cyrylicą Меджілабірці. Nazwę umieszczono na budynku w maju 2017 r.

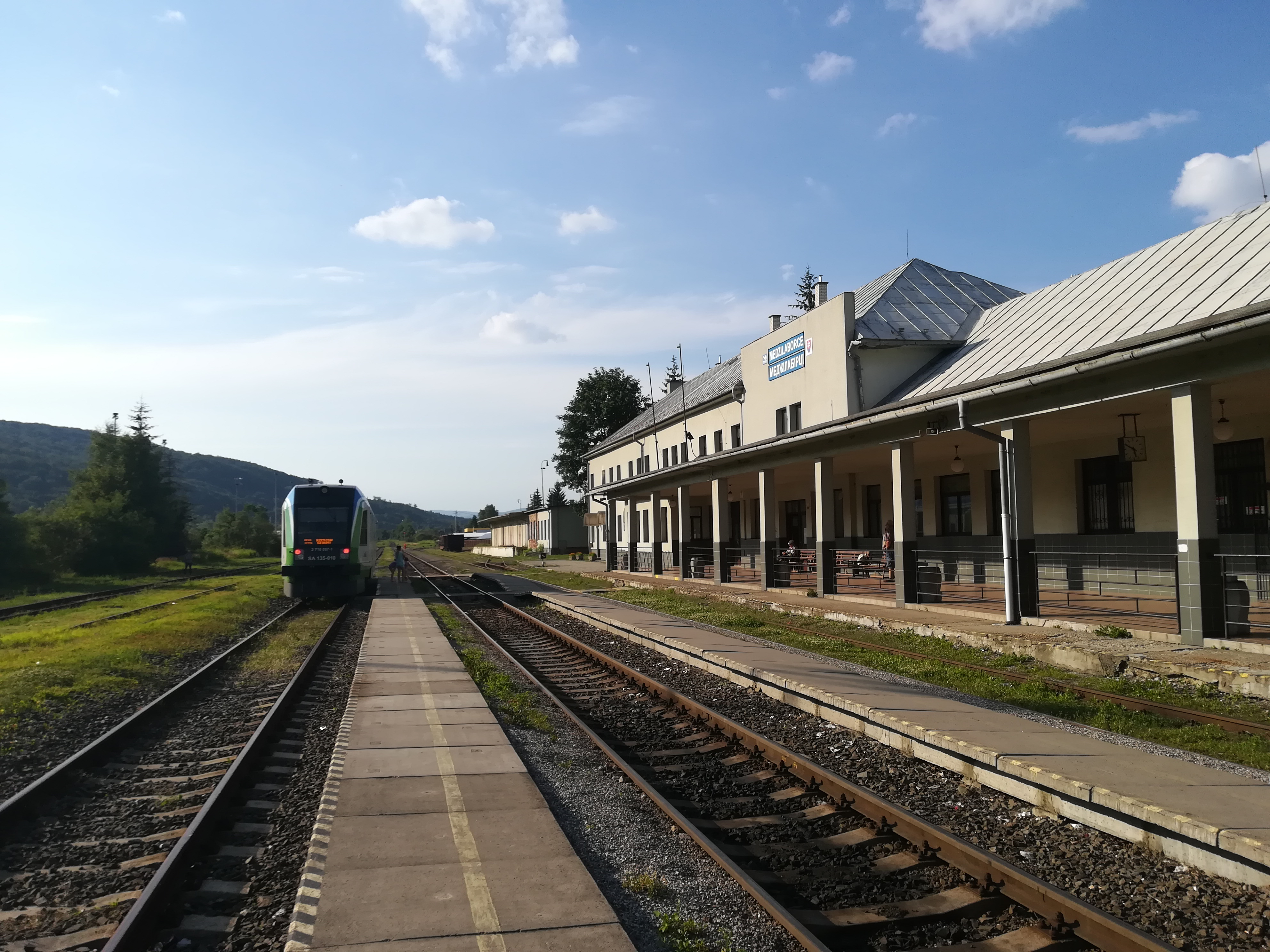
Pociąg regio do stacji Rzeszów Główny; widoczna nazwa dworca w dwóch językach

Obecnie w okresie letnim w weekendy uruchamiane są 2 pary pociągów międzynarodowych relacji Rzeszów – Zagórz – Łupków – Medzilaborce – Humenné.

## Dane techniczne
Stacja posiada 5 torów komunikacyjnych, 4 przetokowe i 5 odstawczych. Kasa dworcowa prowadzi sprzedaż biletów w komunikacji krajowej i międzynarodowej. Budynek wyposażony jest w poczekalnię i toalety. Na dworcu jest restauracja.

## Połączenia
- Humenné
- Medzilaborce Mesto

sezonowo
- Łupków